# Ludwig von Reinhard (General)
Ludwig Reinhard, seit 1898 Ritter von Reinhard (* 15. Juli 1836 in Nürnberg; † 19. November 1914 in München) war ein bayerischer Generalleutnant.

## Leben
Reinhard war der Sohn eines bayerischen Majors. Nach Absolvierung des Kadettenkorps wurde er als Junker 1856 im 1. Artillerie-Regiment der Bayerischen Armee angestellt. Mit seiner Beförderung zum Unterleutnant folgte 1857 seine Versetzung in das 2. und zwei Jahre später in das 4. Artillerie-Regiment. Unter Beförderung zum Oberleutnant kam Reinhard 1865 als Feuerwerksmeister in das Kommando der Bundesfestung Landau. Nach drei Jahren Dienst kehrte er in das 4. Artillerie-Regiment zurück.
Ende Februar 1870 dort zum Hauptmann befördert, führte er im Krieg gegen Frankreich die Parkbatterie des Regiments. Sie kam bei den Munitionskolonnen der 3. und 4. Infanterie-Division, der Artillerie-Reserve sowie beim Reserve-Munitionsdepot des II. Armee-Korps zum Einsatz. Nach dem Friedensschluss verwendete man Reinhard bei der Artillerie-Beratungskommission und ernannte ihn 1873 zum Batteriechef im 3. Feldartillerie-Regiment „Königin Mutter“. Als Major wurde er 1878 à la suite des Regiments gestellt und war bis 11. September 1883 als Direktor der Artillerie-Werkstätten München tätig. Anschließend erhielt Reinhard das Kommando des I. Bataillons des 1. Fußartillerie-Regiments und wurde in dieser Stellung 1884 zum Oberstleutnant befördert. Vom 3. Oktober 1886 bis 9. Mai 1891 fungierte er als Regimentskommandeur.
Am 10. Mai 1891 als Generalmajor à la suite der Armee gestellt, wurde Reinhard der Inspektion der Fußartillerie zur Dienstleistung zugeteilt und im Jahr darauf zum Inspekteur ernannt sowie am 9. November 1895 zum Generalleutnant befördert.
Unter Verleihung des Großkomtur des Verdienstordens der Bayerischen Krone wurde er am 20. April 1898 zur Disposition gestellt. Mit der Verleihung war die Erhebung in den persönlichen Adelstand verbunden und er durfte sich nach der Eintragung in die Adelsmatrikel Ritter von Reinhard nennen. Er war außerdem Inhaber des Militärverdienstordens II. Klasse, des Ritterkreuzes I. Klasse des Ordens vom Heiligen Michael (1882), des Roten Adlerordens II. Klasse, des Kronenordens I. Klasse sowie des Großkreuzes des Albrechts-Ordens.